# Mas Catarro
El Mas Catarro és una obra modernista de Santa Margarida i els Monjos (Alt Penedès) inclosa a l'Inventari del Patrimoni Arquitectònic de Catalunya.

## Descripció
El Mas Catarro està situat al nord del nucli urbà dels Monjos, a l'esquerra del riu de Foix. És un edifici que consta d'un nucli central i dues ales laterals acabades amb torratxes. El formen una planta baixa, pis principal i terrat. Les torres es cobreixen amb volta de pavelló. Són dignes d'esment els diversos elements ornamentals de la façana, amb utilització de la ceràmica vidriada i del maó. És també interessant el jardí i l'estatuària.

## Història
L'edifici data de principis del segle xx.